# Departamento La Libertad
La Libertad ist eines von 14 Departamentos in El Salvador und liegt im Südwesten des Landes an der Pazifikküste.
Die Hauptstadt des Departamentos ist Santa Tecla. Gegründet wurde das Departamento am 25. Januar 1865.

## Municipios
Das Departamento La Libertad ist in 22 Municipios unterteilt:
- Antiguo Cuscatlán
- Chiltiupán
- Ciudad Arce
- Colón
- Comasagua
- Huizúcar
- Jayaque
- Jicalapa
- La Libertad
- Nuevo Cuscatlán
- Opico
- Quezaltepeque
- Sacacoyo
- San José Villanueva
- San Matías
- San Pablo Tacachico
- Santa Tecla
- Talnique
- Tamanique
- Teotepeque
- Tepecoyo
- Zaragoza